# امین‌آباد (محمودآباد)
امین‌آباد یک روستا در ایران است که در دهستان محمودآباد شهرستان اصفهان واقع شده‌است. امین‌آباد ۸۷۶ نفر جمعیت دارد.

## جمعیت
این روستا در بخش مرکزی شهرستان  اصفهان قرار دارد و براساس سرشماری مرکز آمار ایران در سال ۱۳۸۵، جمعیت آن ۸۷۶ نفر (۲۵۵ خانوار) بوده‌است.